# Нобельский переулок
Но́бельский переу́лок — переулок в Выборгском районе Санкт-Петербурга. Проходит от Большого Сампсониевского проспекта до Лесного проспекта.

## История

Медаль, вручаемая лауреату Нобелевской премии

Современное название Нобельский переулок присвоено безымянному переулку 26 мая 2011 года. Название связано с тем, что переулок проходит по бывшему «Жилому городку для служащих завода Л. Нобеля». Форма «Нобельский» выбрана потому, что в XIX и начале XX века прилагательное от фамилии Нобель звучало именно так (в Петербурге существовали Нобельская улица и Нобельская дорога).
31 марта 2015 года, в день памяти Людвига Нобеля на доме № 20 корп. 8 по Лесному проспекту состоялось торжественное открытие памятной доски о восьмидесятилетней деятельности династии Нобелей в Санкт-Петербурге. Мемориальные доски были безвозмездно разработаны и изготовлены Президентом Российской академии художеств З. К. Церетели.

## Достопримечательности

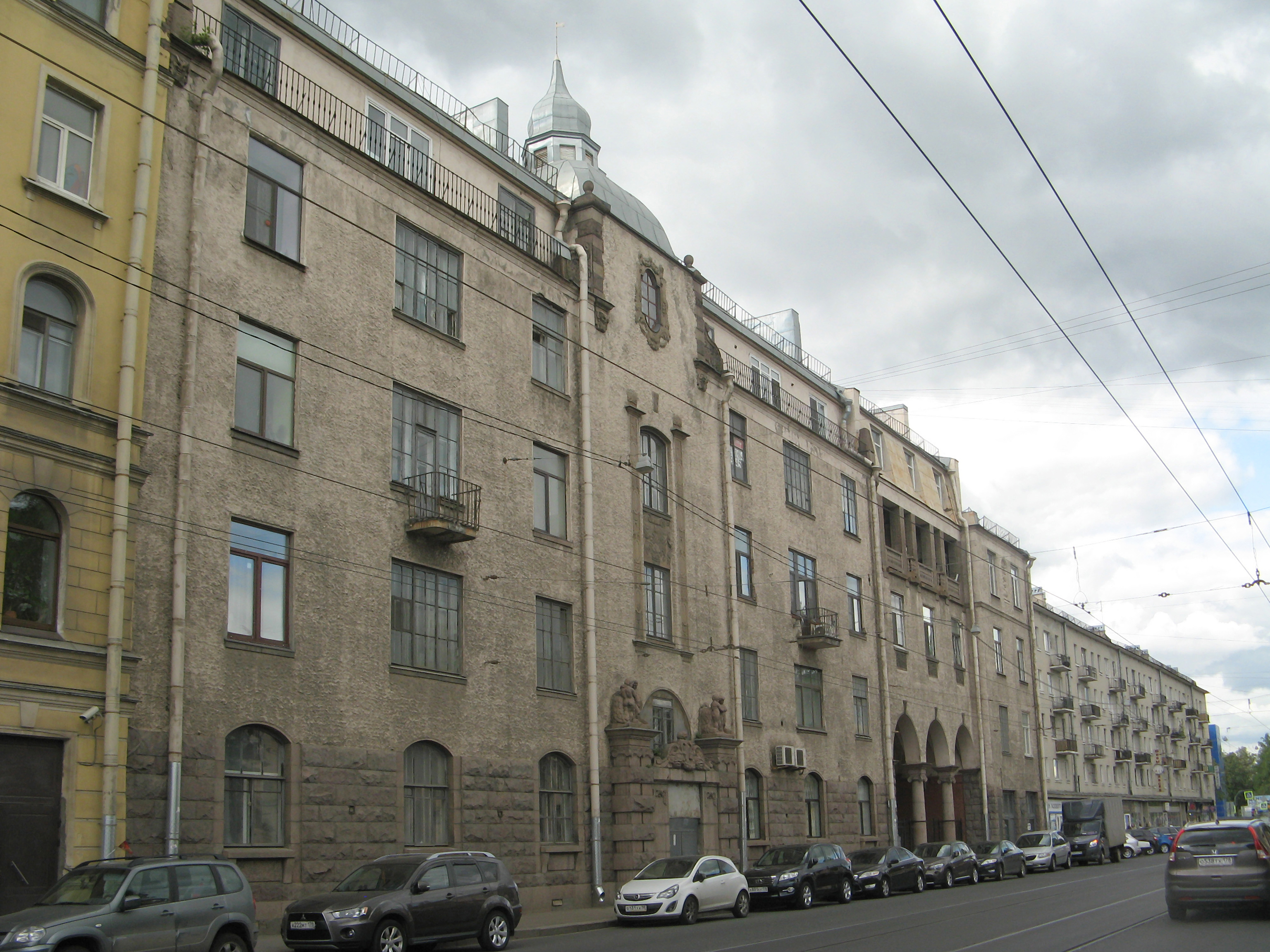
Дом 20 корп. 8. Северный модерн, 1910—1912, архитектор Ф. И. Лидваль

- Лесной проспект, д. 20 корп. 8 — жилой дом служащих завода «Людвиг Нобель», построенный архитектором Ф. И. Лидвалем по заказу Э. Нобеля. Во дворах за этим домом между Лесным и Большим Сампсониевским проспектами находится «Жилой городок для служащих завода Л. Нобеля». Корпус № 7 также построен по проекту Ф, И. Лидваля. Корпуса № 3, 4, 5 построены по проекту В. А. Шретера, корпуса № 1, 2, 6, 9-15 — по проекту Р. Ф. Мельцера. Корпус № 9 занимала школа для детей рабочих и служащих завода, основанная 17 сентября 1901 года на средства семьи Нобеля в честь Э. Нобеля[6]. В настоящее время это здание занимает прокуратура Ленинградской области.

Здания «Жилого городка для служащих завода Л. Нобеля» охраняются государством.  Объект культурного наследия народов РФ регионального значения. Рег. № 781721213670005 (ЕГРОКН)